# Günter Groß (Museumsleiter)
Günter Groß (* 20. November 1938 in Großsedlitz) ist ein deutscher Ingenieur und Museumsleiter.

## Leben
Günter Groß ist gelernter Polsterer und war nach seiner Ausbildung zum Diplom-Ingenieur für Holztechnik als technischer Leiter in der Möbelindustrie tätig. 1975 übertrug ihm der Rat der Stadt Dippoldiswalde die Leitung des dortigen Museums. Das Museum befand sich zu diesem Zeitpunkt gerade in der Einrichtung und Aufbau. In der Lederkammer des Vordergebäudes des um 1750 entstandenen Gebäudekomplexes der alten Lohgerberei konnte 1976 die erste Sonderausstellung mit Künstlern des osterzgebirgischen Kreises Dippoldiswalde eröffnet werden. 1979 eröffnete er dann die Abteilung zur Stadtgeschichte als ständige Ausstellung, 1988 folgte die Erweiterung des Museums mit insgesamt 22 Ausstellungsräumen.
Günter Groß wurde 1989 an der Bergakademie Freiberg mit der ungedruckt gebliebenen Dissertation Zur geschichtlichen Entwicklung des Lohgerberhandwerkes im Erzgebirge und in angrenzenden Gebieten promoviert. Er verfasste 1993 den Jubiläumsband 775 Jahre Dippoldiswalde 1218-1993.
Der Museumsfundus in Dippoldiswalde stieg bis 1998 auf 10.500 Exponate. 1999 eröffnete er zusätzlich das „Museum Osterzgebirgsgalerie“. Bis 2000 schrieb er die von Konrad Knebel begonnene Stadtchronik von Dippoldiswalde weiter. Im Jahr 2002 trat Groß in den Ruhestand ein.
Er bearbeitete die 2003 vom Lohgerber-, Stadt- und Kreismuseum Dippoldiswalde herausgegebene Reihe Künstlerhäuser im Osterzgebirge. Malerei und Grafik.
Die Monographie Zur Geschichte der Gerberei in Sachsen legte er 2008 vor, die von der Sächsischen Landesstelle für Museumswesen, Fachbereich Volkskultur, herausgegeben und in Husum gedruckt wurde.
Günter Groß, welcher in Fürstenau ein Wochenendgrundstück besitzt, erarbeitete 2009 gemeinsam mit seiner Ehefrau Rikarda Groß (1948–2019), von 1979 bis 2013 ebenfalls Mitarbeiterin im Dippoldiswalder Museum, die DVD Fürstenau. Ein Grenzdorf im Osterzgebirge. Gestern und Heute sowie 2011 das Buch Fürstenau. Ein Grenzdorf im Osterzgebirge. Diese beiden Publikationen sollen beispielhaft das Leben und Wirken der Bewohner des Erzgebirgskamms darstellen. Auf Grund der großen Nachfrage veröffentlichte er eine ganze Buchreihe über Dörfer im Osterzgebirge. In der Herausgeberschaft des Lohgerbermuseums Dippoldiswalde sind bis 2024 insgesamt 11 Bände erschienen (siehe Werke).

## Werke (Auswahl)
- ... und wie war das früher? : von einem der ältesten Gewerbe und des Leders Werdegang. Lohgerber-, Stadt- und Kreismuseum, Dippoldiswalde 1991, OCLC 253894736
- 775 Jahre Dippoldiswalde : 1218-1993. Lohgerber-, Stadt- und Kreismuseum, Dippoldiswalde 1992, OCLC 180500256
- Weihnachten im Osterzgebirge. Lohgerber-, Stadt- und Kreismuseum, Dippoldiswalde 1994, OCLC 312497456
- Lohgerber-, Stadt- und Kreismuseum Dippoldiswalde. Sächsische Landesstelle für Museumswesen, Chemnitz 1996., OCLC 603055873
- Künstlerhäuser im Osterzgebirge : Malerei und Grafik. Lohgerber-, Stadt- und Kreismuseum, Dippoldiswalde 2003, OCLC 314394843
- Künstlerhäuser im Osterzgebirge : Bildhauerei und Metallgestaltung. Lohgerber-, Stadt- und Kreismuseum, Dippoldiswalde 2004, OCLC 315579824
- Dippoldiswalde. Lohgerber-, Stadt- und Kreismuseum, Dippoldiswalde 2006, OCLC 229446568
- Zur Geschichte der Gerberei in Sachsen. Verlag der Kunst Dresden, Husum 2008, ISBN 3-86530-113-4, OCLC 457022053
- mit Rikarda Groß: Dokumentation ausgewählter Gerbereibetriebe in Mitteldeutschland / 12, Ausgewählte Gerbereibetriebe und Lederfabriken in Belgien, Deutschland, Österreich und der Schweiz. Lohgerber-, Stadt- und Kreismuseum, Dippoldiswalde 2009, OCLC 699537816
- mit Rikarda Groß: Dokumentation ausgewählter Gerbereibetriebe in Mitteldeutschland / 13, Ausgewählte Gerbereibetriebe und Lederfabriken in Dänemark und Deutschland. Lohgerber-, Stadt- und Kreismuseum, Dippoldiswalde 2012, OCLC 772652927
- Buchreihe über die Veränderung der Lebensweise und des Alltagslebens in den Dörfern im Osterzgebirge
  - mit Rikarda Groß: Fürstenau – ein Grenzdorf im Osterzgebirge. Adam, Dresden 2011, OCLC 885030488
  - mit Rikarda Groß: Löwenhain und Fürstenwalde. Zwei Dörfer auf dem Osterzgebirgskamm.  Dippoldiswalde 2013, OCLC 843465307
  - mit Rikarda Groß: Liebenau. Ein Dorf auf dem Osterzgebirgskamm. Dippoldiswalde 2013, OCLC 868367476
  - mit Rikarda Groß: Breitenau. Ein Grenzdorf im Osterzgebirge. Dippoldiswalde 2014
  - mit Rikarda Groß: Gottgetreu und Georgenfeld. Zwei Exulantensiedlungen auf dem Osterzgebirgskamm. Dippoldiswalde 2015
  - mit Rikarda Groß: Hennersbach, Börnersdorf, Liebstadt. Am Oberlauf der Seidewitz im Osterzgebirge. Dippoldiswalde 2017
  - mit Rikarda Groß: Waltersdorf, Döbra, Berthelsdorf. Drei Dörfer im Osterzgebirge. Dippoldiswalde 2019
  - mit Rikarda Groß: Börnchen. Ein Dorf im Osterzgebirge. Dippoldiswalde 2020
  - Rückenhain und Neudörfel. Zwei Dörfer im Osterzgebirge. Dippoldiswalde 2021
  - mit Franz Herz und Reinhard Reichel: Dittersdorf. Ein Dorf im Osterzgebirge. Dippoldiswalde 2023
  - Fürstenau. Vom Leben unterm Strohdach. Dippoldiswalde 2024

## Auszeichnungen
- 1995 Europa Nostra Preis